# Sint-Servaaskerk (Koninksem)
De Sint-Servaaskerk is een kerkgebouw in Koninksem in de Belgische gemeente Tongeren-Borgloon in de provincie Limburg. De kerk ligt aan de Kerkstraat en de Koninksemstraat met ronde de kerk het kerkhof.
Het sobere neoclassicistische gebouw is in baksteen opgetrokken en bestaat uit een voorstaande westtoren, driebeukig schip met vier traveeën en een koor met een rechte travee en driezijdige koorsluiting. Aan weerszijden wordt het koor door sacristieën geflankeerd. In de kerk is er hardsteen gebruikt voor de plint, waterlijsten en de omlijstingen van de muuropeningen. Het schip en het koor worden onder een gezamenlijk zadeldak van leien gedekt. De toren heeft in de westgevel een rondboogportaal, daarboven een rondboogvenster en daarboven een oculus met het uurwerk. In iedere zijde is er verder een rondboogvormig galmgat en de toren wordt bekroond door een ingesnoerde naaldspits. Het schip heeft rondboogvensters die onderling door booglijsten van hardsteen verbonden worden. De middenbeuk wordt van de zijbeuken gescheiden door een rondboogarcade op zuilen. Het schip wordt overwelft door een tongewelf, boven de zijbeuken is er een vlakke zoldering en boven het koor een halve koepel.
De kerk is de parochiekerk van het dorp en gewijd aan Sint-Servaas.

## Geschiedenis
In de 11e of 12e eeuw werd er een romaanse basilicale kerk gebouwd. Deze kerk had een grondplan van een westtoren, een driebeukig schip een halfrond koor. De toren was blind met een erg oude onderbouw. De kerk had een vlakke houten zoldering als overwelving.
In 1684 werd een van de zijbeuken afgebroken.
In 1851 werd de romaanse kerk afgebroken.
In 1852 werd de nieuwe kerk op ongeveer 200 meter afstand van de plaats van de oude kerk gebouwd. Dit gebeurde naar het ontwerp van J. Dumont.